# ホッコーメヴィウス
ホッコーメヴィウス（欧字名:Hokko Mevius、2016年4月15日 - ）は、日本の競走馬。主な勝ち鞍は2022年・2024年の新潟ジャンプステークス、2022年の阪神ジャンプステークス、京都ジャンプステークス。
馬名の意味は、冠名＋人名より。

## 戦績

### 3歳(2019年)
2019年1月27日の京都競馬場3歳新馬戦で国分恭介を鞍上にデビュー。12番人気ではあったが、2着に粘った。その後の5戦はなかなか勝てない競馬が続いたが、同年7月29日の未勝利戦にて、1番人気のノンストップにハナ差をつけ、初勝利を上げた。その後昇級初戦となった3歳以上1勝クラスでは2番人気に指示されたが、5着に敗退。その後の4戦も勝利を上げることはできなかった。

### 4歳(2020年)
4歳時は5月24日のの3歳以上1勝クラスを始動戦として選択したが、6着に敗退。その後の特別戦を挟んだ5戦も二桁着順を2回も経験してしまい、3歳以上1勝クラスの9着を持って障害へ転向。10月25日の障害初戦の3歳以上障害未勝利は9番人気に支持され、結果も見せ場なく9着に敗退。しかし、翌月の3歳以上障害未勝利で、4着になると勢いそのままに12月13日の障害未勝利を難波剛健を背に、3番人気に支持されると、スタートから逃げの手を打ち、最終的に2着のゲインスプレマシーに8馬身差をつける快勝で4歳時を終えた。

### 5歳(2021年)
5歳初戦には障害OPを選択するが、7番人気(14頭立て)の5着、2戦目の障害OPも9番人気(14頭立て)の6着と凡走が続く。この2走の間に、それまで所属していた西浦勝一厩舎が定年で退職のため、清水久詞厩舎に転厩した。3戦目の障害OPでは、9番人気と低評価ながら2着に好走した。その後2戦をはさみ、5月22日の障害OPで黒岩悠を背に障害競走2勝目を挙げる。その後、重賞初挑戦となった東京ジャンプステークスではスマートアペックスとハナ差での2着に粘った。この激闘が評価され、次走の新潟ジャンプステークスでは1番人気に評価されるが、見せ場なく8着に惨敗。その後放牧を挟んで東京ハイジャンプに出走すると、3番人気ながら、勝ったラヴアンドポップに3/4馬身差での2着になり、その翌月の京都ジャンプステークスでも3着に食い込むなど持つ力の高さをアピールした。

### 6歳(2022年)
始動線には叩きとして、1年ぶりの平地競走に出走する。その後の春麗ジャンプステークスに出走し、9着に敗れると、4ヶ月の放牧を挟んで前年2着だった東京ジャンプステークスに出走し、2着。そして7月30日に行われた新潟ジャンプステークスに出走すると、好スタートを決め、ハナを切ると、そのまま逃げ続け、最終直線で2着のゼノヴァースの猛追を受けるも、3/4馬身差をつけて優勝。デビューから35戦目にして初の重賞制覇であり、鞍上の黒岩にとってもデビュー21年目にして初の重賞制覇だった。次戦として阪神ジャンプステークスを選択。1.4倍の圧倒的人気を受けると、こちらも終始逃げつづけ、2着のアルーフクライに3.1/2馬身差をつけて優勝。重賞2勝目を挙げた。その後、東京ハイジャンプに出走し、1番人気の支持を受けるが、最終直線でマッチレースとなったゼノヴァースに2馬身差をつけられ、2年連続の2着となった。翌月の京都ジャンプステークスで、1.7倍の支持を受けると、最終的に2着に7馬身差をつけて圧勝。前年3着の雪辱を果たした。

### 7歳(2023年)
始動戦には6月24日の東京ジャンプステークスを選択。前年の成績が評価され、単勝2.0倍の1番人気支持を受けるが、先行パターンに持ち込めず9着に終わる。続く7月29日の新潟ジャンプステークスでは2番人気の支持を受け、1番人気フォッサマグナとの激しい先行争いとなり、3コーナー手前で失速し9着で入線。8月26日の小倉サマージャンプも6着に終わる。本年掲示板内無しの状況で、4戦目には阪神ジャンプステークスを選択。鞍上を黒岩悠から平沢健治に替え挑んだ本レースでは、ハイラップを刻む大逃げを打ち、最終直線でジューンベロシティとの競り合いに敗れ、2馬身をつけられた2着となったものの、本年初の連対となった。その後、鞍上を平沢継続のまま挑んだ東京ハイジャンプでもハナを取り、最終直線まで先頭で走るレースとなったが、最終飛越後にマイネルグロンに捕らえられ、3年連続の2着となった。

### 8歳(2024年)
前年と同じく東京ジャンプステークスを始動戦に選択。前年末に平沢健治が引退したため井上敏樹に乗り替わっての出走となった。スタート直後にハナを取る姿勢をみせるが、二つ目の障害である6号障害飛越着地時につまずき、騎手が落馬したため競走中止。同馬が落馬により競走中止となる事例はこれが初である。次戦は4回目の挑戦となる新潟ジャンプステークスに出走。小牧加矢太と初コンビを組んで挑んだ本レースでは、終始ハナを譲らない逃げ切りを見せ、最終直線で前年覇者サクセッションの猛追を受けるも、半馬身差を残し逃げ切り勝ち。2022年京都ジャンプステークス以来となる1年8カ月ぶりの勝利を決め、これにより障害重賞4勝目、新潟ジャンプステークス2勝目を果たした。また鞍上の小牧はデビュー3年目での初重賞制覇となった。続けて中京競馬場で開催された小倉サマージャンプに登録したが、レース当日である8月24日の朝、左前肢挫創のために出走取消となった。

### 9歳(2025年)
6月14日の東京ジャンプステークスで11か月ぶりに実戦復帰し、レースでは道中軽快に逃げるも最後のハードル障害でつまずいて落馬し、2年連続で競走中止となった。3度目の制覇をかけて挑んだ8月16日の新潟ジャンプステークスで10着に敗れたのち、屈腱炎を発症したため現役を引退することになった。引退後は関西大学で乗馬となる予定。

## 競走成績
以下の内容は、netkeiba.comに基づく。
| 競走日     | 競馬場 | 競走名          | 格      | 距離 （馬場） | 頭 数 | 枠 番 | 馬 番 | オッズ （人気） | 着順 | タイム （上り3F） | 着差 | 騎手        | 斤量 [kg] | 1着馬（2着馬）         | 馬体重 [kg] |
| ---------- | ------ | --------------- | ------- | ------------- | ----- | ----- | ----- | --------------- | ---- | ----------------- | ---- | ----------- | --------- | ---------------------- | ----------- |
| 2019.01.27 | 京都   | 3歳新馬         |         | 芝1800m（良） | 16    | 4     | 8     | 079.5（12人）   | 02着 | R1:50.2（35.1）   | -0.1 | 0国分恭介   | 56        | ユニコーンライオン     | 458         |
| 0000.02.09 | 京都   | 3歳未勝利       |         | 芝1800m（良） | 11    | 7     | 9     | 004.10（2人）   | 07着 | R1:50.7（36.2）   | -1.4 | 0国分恭介   | 56        | モズベッロ             | 456         |
| 0000.03.02 | 阪神   | 3歳未勝利       |         | 芝2000m（良） | 16    | 8     | 15    | 015.20（6人）   | 03着 | R2:02.8（35.7）   | -0.3 | 0北村友一   | 56        | クードメイトル         | 450         |
| 0000.03.24 | 中京   | 3歳未勝利       |         | 芝2000m（良） | 16    | 5     | 10    | 015.90（5人）   | 06着 | R2:04.1（34.1）   | -0.7 | 0北村友一   | 56        | ニューアビリティ       | 446         |
| 0000.04.21 | 京都   | 3歳未勝利       |         | 芝1800m（良） | 13    | 4     | 4     | 009.90（5人）   | 06着 | R1:48.4（36.5）   | -1.7 | 0北村友一   | 56        | ヴィント               | 448         |
| 0000.06.08 | 阪神   | 3歳未勝利       |         | 芝1600m（稍） | 18    | 3     | 6     | 017.10（6人）   | 06着 | R1:36.6（36.6）   | -0.6 | 0幸英明     | 56        | サトノファクト         | 468         |
| 0000.07.20 | 函館   | 3歳未勝利       |         | 芝1200m（良） | 14    | 5     | 7     | 007.40（4人）   | 01着 | R1:09.3（34.9）   | -0.0 | 0団野大成   | 53        | （ノンストップ）       | 470         |
| 0000.08.11 | 札幌   | 3歳上1勝クラス  |         | 芝1200m（良） | 16    | 7     | 13    | 004.60（2人）   | 05着 | R1:09.5（34.8）   | -0.5 | 0団野大成   | 51        | スリーケープマンボ     | 468         |
| 0000.09.01 | 札幌   | 3歳上1勝クラス  |         | 芝1200m（良） | 16    | 2     | 3     | 010.70（5人）   | 16着 | R1:11.0（35.3）   | -1.3 | 0坂井瑠星   | 53        | イーサンパンサー       | 474         |
| 0000.10.27 | 新潟   | 寺泊特別        | 1勝     | 芝1600m（稍） | 13    | 3     | 3     | 075.0（10人）   | 06着 | R1:36.6（34.2）   | -0.2 | 0団野大成   | 55        | ノーブルアース         | 466         |
| 0000.11.16 | 福島   | 飯坂温泉特別    | 1勝     | 芝1200m（良） | 16    | 3     | 6     | 014.90（8人）   | 05着 | R1:10.2（34.6）   | -0.4 | 0団野大成   | 56        | ヴォイスオブジョイ     | 460         |
| 0000.12.08 | 中京   | 3歳上1勝クラス  |         | 芝1400m（良） | 18    | 5     | 10    | 023.20（7人）   | 04着 | R1:21.2（33.6）   | -0.3 | 0団野大成   | 53        | ブルスクーロ           | 460         |
| 0000.12.28 | 阪神   | 3歳上1勝クラス  |         | 芝1600m（良） | 18    | 1     | 1     | 020.70（7人）   | 09着 | R1:36.4（34.5）   | -0.8 | 0荻野極     | 56        | リュクスポケット       | 456         |
| 2020.05.24 | 新潟   | 4歳上1勝クラス  |         | 芝1400m（良） | 15    | 4     | 6     | 014.30（6人）   | 06着 | R1:23.2（34.6）   | -0.5 | 0菊沢一樹   | 56        | タガノスカイハイ       | 454         |
| 0000.06.14 | 阪神   | 3歳上1勝クラス  |         | 芝1800m（稍） | 11    | 6     | 7     | 033.70（6人）   | 07着 | R1:49.2（37.2）   | -1.4 | 0菊沢一樹   | 56        | オールイズウェル       | 456         |
| 0000.06.27 | 阪神   | 出石特別        | 1勝     | 芝1400m（良） | 16    | 1     | 2     | 103.7（14人）   | 14着 | R1:23.0（36.7）   | -1.7 | 0荻野極     | 57        | スマートクラージュ     | 454         |
| 0000.07.25 | 新潟   | 3歳上1勝クラス  |         | 芝1600m（良） | 18    | 1     | 1     | 103.7（14人）   | 14着 | R1:35.0（34.2）   | -1.2 | 0国分優作   | 57        | ツルネ                 | 454         |
| 0000.09.20 | 中京   | 3歳上1勝クラス  |         | 芝1600m（良） | 16    | 3     | 6     | 095.4（13人）   | 09着 | R1:34.5（35.5）   | -1.0 | 0国分優作   | 57        | ロードシャムロック     | 468         |
| 0000.10.25 | 新潟   | 障害3歳上未勝利 |         | 障2850m（重） | 14    | 7     | 11    | 051.20（9人）   | 09着 | R3:11.9（13.5）   | -4.2 | 0難波剛健   | 60        | ナンヨーイザヨイ       | 470         |
| 0000.11.15 | 福島   | 障害3歳上未勝利 |         | 障2750m（良） | 11    | 4     | 4     | 008.30（4人）   | 04着 | R3:02.9（13.2）   | -0.6 | 0難波剛健   | 60        | ボランテレオ           | 460         |
| 0000.12.13 | 中京   | 障害3歳上未勝利 |         | 障3000m（良） | 14    | 1     | 1     | 004.60（3人）   | 01着 | R3:16.5（13.1）   | -1.4 | 0難波剛健   | 60        | （ゲインスプレマシー） | 456         |
| 2021.02.06 | 小倉   | 障害4歳上OP     |         | 障3390m（良） | 14    | 2     | 2     | 020.60（7人）   | 06着 | R3:50.4（13.6）   | -1.9 | 0黒岩悠     | 60        | マイネルレオーネ       | 454         |
| 0000.03.06 | 小倉   | 障害4歳上OP     |         | 障3390m（重） | 14    | 3     | 3     | 041.30（9人）   | 05着 | R3:52.5（13.7）   | -3.2 | 0小坂忠士   | 60        | エイシンクリック       | 454         |
| 0000.03.27 | 阪神   | 障害4歳上OP     |         | 障3110m（良） | 11    | 6     | 7     | 017.40（9人）   | 02着 | R3:30.6（13.5）   | -0.4 | 0黒岩悠     | 60        | マイネルオフィール     | 464         |
| 0000.04.11 | 中山   | 障害4歳上OP     |         | 障3200m（良） | 10    | 8     | 9     | 003.80（2人）   | 05着 | R3:35.3（13.5）   | -1.0 | 0難波剛健   | 60        | トゥルボー             | 454         |
| 0000.05.08 | 新潟   | 障害4歳上OP     |         | 障2890m（良） | 14    | 7     | 12    | 008.90（4人）   | 03着 | R3:09.9（13.5）   | -0.4 | 0黒岩悠     | 60        | サーブルオール         | 450         |
| 0000.05.22 | 新潟   | 障害4歳上OP     |         | 障3290m（重） | 14    | 4     | 5     | 009.40（5人）   | 01着 | R3:37.3（13.2）   | -1.9 | 0黒岩悠     | 60        | （メイショウゴウリキ） | 456         |
| 0000.06.26 | 東京   | 東京ジャンプS   | J・GIII | 障3110m（良） | 14    | 6     | 10    | 012.40（5人）   | 02着 | R3:28.3（13.4）   | -0.0 | 0黒岩悠     | 60        | スマートアペックス     | 458         |
| 0000.07.31 | 新潟   | 新潟ジャンプS   | J・GIII | 障3250m（良） | 13    | 4     | 5     | 002.70（1人）   | 08着 | R3:31.0（13.0）   | -2.0 | 0黒岩悠     | 60        | トゥルボー             | 464         |
| 0000.10.17 | 東京   | 東京ハイJ       | J･GII   | 障3110m（稍） | 12    | 5     | 5     | 007.10（3人）   | 02着 | R3:28.9（13.4）   | -0.1 | 0黒岩悠     | 60        | ラヴアンドポップ       | 470         |
| 0000.11.13 | 阪神   | 京都ジャンプS   | J・GIII | 障3140m（良） | 13    | 7     | 10    | 005.60（3人）   | 03着 | R3:29.1（13.3）   | -0.8 | 0黒岩悠     | 60        | ケンホファヴァルト     | 462         |
| 2022.01.30 | 小倉   | 4歳上1勝クラス  |         | 芝2000m（良） | 14    | 1     | 1     | 009.30（4人）   | 09着 | R2:01.2（37.0）   | -1.0 | 0黒岩悠     | 57        | ダノンターキッシュ     | 462         |
| 0000.02.26 | 小倉   | 春麗ジャンプS   | OP      | 障3390m（良） | 12    | 4     | 4     | 002.90（1人）   | 07着 | R3:47.1（13.4）   | -1.7 | 0黒岩悠     | 60        | マイネルヴァッサー     | 464         |
| 0000.06.25 | 東京   | 東京ジャンプS   | J・GIII | 障3110m（良） | 12    | 7     | 9     | 008.90（3人）   | 02着 | R3:27.2（13.3）   | -0.0 | 0黒岩悠     | 60        | ケイティクレバー       | 468         |
| 0000.07.30 | 新潟   | 新潟ジャンプS   | J・GIII | 障3250m（良） | 14    | 4     | 5     | 006.00（3人）   | 01着 | R3:28.4（12.8）   | -0.1 | 0黒岩悠     | 60        | （ゼノヴァース）       | 468         |
| 0000.09.17 | 中京   | 阪神ジャンプS   | J・GIII | 障3300m（良） | 14    | 5     | 8     | 001.40（1人）   | 01着 | R3:33.4（12.9）   | -0.6 | 0黒岩悠     | 60        | （アルーフクライ）     | 476         |
| 0000.10.16 | 東京   | 東京ハイJ       | J・GII  | 障3110m（良） | 12    | 8     | 12    | 002.40（1人）   | 02着 | R3:26.2（13.3）   | -0.3 | 0黒岩悠     | 60        | ゼノヴァース           | 480         |
| 0000.11.12 | 阪神   | 京都ジャンプS   | J・GIII | 障3140m（良） | 13    | 6     | 8     | 001.70（1人）   | 01着 | R3:26.2（13.1）   | -1.1 | 0黒岩悠     | 60        | （マサハヤドリーム）   | 484         |
| 2023.06.24 | 東京   | 東京ジャンプS   | J・GIII | 障3110m（良） | 12    | 7     | 10    | 002.00（1人）   | 09着 | R3:28.6（13.4）   | -2.1 | 0黒岩悠     | 60        | ジューンベロシティ     | 472         |
| 0000.07.29 | 新潟   | 新潟ジャンプS   | J・GIII | 障3250m（良） | 11    | 4     | 4     | 003.60（2人）   | 09着 | R3:33.2（13.1）   | -4.9 | 0黒岩悠     | 60        | サクセッション         | 476         |
| 0000.08.26 | 小倉   | 小倉サマーJ     | J･GIII  | 障3390m（稍） | 10    | 3     | 3     | 009.10（4人）   | 06着 | R3:48.2（13.5）   | -1.0 | 0黒岩悠     | 60        | テーオーソクラテス     | 476         |
| 0000.09.16 | 阪神   | 阪神ジャンプS   | J・GIII | 障3140m（良） | 14    | 2     | 2     | 008.40（4人）   | 02着 | R3:26.0（13.1）   | -0.3 | 0平沢健治   | 60        | ジューンベロシティ     | 484         |
| 0000.10.15 | 東京   | 東京ハイJ       | J・GII  | 障3110m（重） | 12    | 5     | 5     | 008.40（4人）   | 02着 | R3:32.4（13.7）   | -0.4 | 0平沢健治   | 60        | マイネルグロン         | 474         |
| 2024.06.22 | 東京   | 東京ジャンプS   | J・GIII | 障3110m（稍） | 14    | 2     | 2     | 010.30（4人）   |      | 競走中止          |      | 0井上敏樹   | 60        | ジューンベロシティ     | 468         |
| 0000.07.27 | 新潟   | 新潟ジャンプS   | J・GIII | 障3250m（良） | 13    | 4     | 5     | 003.90（2人）   | 01着 | R3:32.3（13.1）   | -0.1 | 0小牧加矢太 | 60        | （サクセッション）     | 472         |
| 0000.08.24 | 中京   | 小倉サマーJ     | J・GIII | 障3300m（良） | 5     | 2     | 2     |                 |      | 出走取消          |      | 0小牧加矢太 | 60        | ロスコフ               | 計不        |
| 2025.06.14 | 東京   | 東京ジャンプS   | J・GIII | 障3110m（良） | 12    | 1     | 1     | 012.50（4人）   |      | 競走中止          |      | 0難波剛健   | 60        | ジューンベロシティ     | 474         |
| 0000.08.16 | 新潟   | 新潟ジャンプS   | J･GIII  | 障3250m（良） | 14    | 6     | 10    | 014.20（5人）   | 10着 | R3:34.7（13.2）   | -4.2 | 0難波剛健   | 60        | インプレス             | 476         |

1. ↑  障害戦は平均1F

- タイム欄のRはレコード勝ちを示す

## 血統表
| ホッコーメヴィウスの血統        | ホッコーメヴィウスの血統                             | ホッコーメヴィウスの血統        | （血統表の出典）                | （血統表の出典） |
| 父系                            | サンデーサイレンス系/ヘイロー系                      | サンデーサイレンス系/ヘイロー系 | サンデーサイレンス系/ヘイロー系 | [ § 2 ]          |
| 父 ダイワメジャー 2001 栗毛     | 父の父*サンデーサイレンス Sunday Silence 1986 青鹿毛 | Halo                            | Hail to Reason                  | Hail to Reason   |
| 父 ダイワメジャー 2001 栗毛     | 父の父*サンデーサイレンス Sunday Silence 1986 青鹿毛 | Halo                            | Cosmah                          |                  |
| 父 ダイワメジャー 2001 栗毛     | 父の父*サンデーサイレンス Sunday Silence 1986 青鹿毛 | Wishing Well                    | Understanding                   | Understanding    |
| 父 ダイワメジャー 2001 栗毛     | 父の父*サンデーサイレンス Sunday Silence 1986 青鹿毛 | Wishing Well                    | Mountain Flower                 |                  |
| 父 ダイワメジャー 2001 栗毛     | 父の母スカーレットブーケ 1988 栗毛                   | *ノーザンテースト               | Northern Dancer                 | Northern Dancer  |
| 父 ダイワメジャー 2001 栗毛     | 父の母スカーレットブーケ 1988 栗毛                   | *ノーザンテースト               | Lady Victoria                   |                  |
| 父 ダイワメジャー 2001 栗毛     | 父の母スカーレットブーケ 1988 栗毛                   | *スカーレットインク             | Crimson Satan                   | Crimson Satan    |
| 父 ダイワメジャー 2001 栗毛     | 父の母スカーレットブーケ 1988 栗毛                   | *スカーレットインク             | Consentida                      |                  |
| 母 ホッコーメモリー 1999 黒鹿毛 | 母の父*ダンシングブレーヴ 1983 鹿毛                  | Lyphard                         | Northern Dancer                 | Northern Dancer  |
| 母 ホッコーメモリー 1999 黒鹿毛 | 母の父*ダンシングブレーヴ 1983 鹿毛                  | Lyphard                         | Goofed                          |                  |
| 母 ホッコーメモリー 1999 黒鹿毛 | 母の父*ダンシングブレーヴ 1983 鹿毛                  | Navajo Princess                 | Drone                           | Drone            |
| 母 ホッコーメモリー 1999 黒鹿毛 | 母の父*ダンシングブレーヴ 1983 鹿毛                  | Navajo Princess                 | Olme                            |                  |
| 母 ホッコーメモリー 1999 黒鹿毛 | 母の母ヤサカショウリ 1991 鹿毛                       | サクラショウリ                  | *パーソロン                     | *パーソロン      |
| 母 ホッコーメモリー 1999 黒鹿毛 | 母の母ヤサカショウリ 1991 鹿毛                       | サクラショウリ                  | *シリネラ                       |                  |
| 母 ホッコーメモリー 1999 黒鹿毛 | 母の母ヤサカショウリ 1991 鹿毛                       | サイコーセレネ                  | *ファバージ                     | *ファバージ      |
| 母 ホッコーメモリー 1999 黒鹿毛 | 母の母ヤサカショウリ 1991 鹿毛                       | サイコーセレネ                  | ヤサカニシキ                    |                  |
| 母系(F-No.)                     | 星旗系(FN:16-h)                                      | 星旗系(FN:16-h)                 | 星旗系(FN:16-h)                 | [ § 3 ]          |
| 5代内の近親交配                 | Northern Dancer：4×4 12.50%                          | Northern Dancer：4×4 12.50%     | Northern Dancer：4×4 12.50%     | [ § 4 ]          |
| 出典                            | 1. 2. 3. 4.                                          | 1. 2. 3. 4.                     | 1. 2. 3. 4.                     | 1. 2. 3. 4.      |

- 主な近親にカネトシガバナーなど。詳細はクレオパトラトマス#主なファミリーラインを参照。